# Ратанська Вас
Ратанська Вас (словен. Ratanska vas) — поселення в общині Рогашка Слатина, Савинський регіон, Словенія. Висота над рівнем моря: 284,8 м.

## Відомі люди
- Франце Кідрич - словенський історик літератури, літературознавець.